# نیکی هانت
نیکی هانت (انگلیسی: Nicky Hunt؛ زادهٔ ۳ سپتامبر ۱۹۸۳) یک بازیکن فوتبال اهل بریتانیا است.